# Lemuel Cushing
Pour les articles homonymes, voir Cushing.
Lemuel Cushing (fils) (1842 - 1er mars 1881) fut un avocat et homme politique fédéral du Québec.

## Biographie
Né à Chatham dans le Canada-Est, il effectua ses études en droit à l'Université McGill. Après être devenu membre du Barreau du Bas-Canada en 1865, il servit comme président du YMCA de Montréal de 1869 à 1870. Après avoir perdu les élections fédérales de 1874 dans la circonscription d'Argenteuil face au libéral-conservateur et futur Premier ministre John Abbott et après que ce dernier fut destitué par une pétition, il gagna les élections partielles de novembre 1874 à titre de candidat libéral face à l'indépendant William Owens. Près d'un an plus tard, son élection sera déclarée nulle. Décidant de ne pas se représenter, le libéral Thomas Christie lui succédera en décembre 1875.
Il publia en 1877 The Genealogy of the Cushing Family (La généalogie de la famille Cushing)
Son père, Lemuel Cushing, fut un homme d'affaires et pionnier de la région de la vallée des Outaouais. 